# Station Ripoll
Station Ripoll is een spoorwegstation in Ripoll in de Spaanse regio Catalonië dat op 20 juni 1880 is geopend.

## Geschiedenis

### Aanleg
De spoorlijn langs Ripoll werd aangelegd om de mijnen bij Sant Joan de les Abadesses te verbinden met de industrie in Barcelona. Hiertoe werd in 1877 de "Sociedad del Ferrocarril y Minas de San Juan de las Abadesas" (FMSJ) opgericht en op 20 juni 1880 werd het baanvak Sant Quirze de Besora – Ripoll en daarmee het station geopend. Later dat jaar was de spoorlijn tot aan de mijnen ten noordoosten van Ripoll gereed. De FMSJ raakte echter in financiële moeilijkheden en droeg op 31 december 1899 de spoorlijnen over aan Norte, waarop FMSJ werd ontbonden.
Op 18 augustus 1904 sloten Frankrijk en Spanje een verdrag voor de aanleg van de spoorlijn tussen Ripoll en Latour de Carol als onderdeel van de spoorverbinding Barcelona – Toulouse. De aanbestedingsprocedure van de lijn begon op 10 oktober 1908 maar ondanks meerdere uitschrijvingen schreef geen van spoorwegmaatschappijen in op het project. Om de verplichtingen tegenover Frankrijk toch na te komen besloot de Staat in de zomer van 1910 om de lijn Ripoll-Puigcerdà op eigen kosten aan te leggen. Het eerste deel van deze Transpirinenc werd werd op 10 augustus 1919 tussen Ripoll en Ribes de Freser in gebruik genomen. In 1922 was de lijn tot Puigcerdà gereed en het sluitstuk tot Latour de Carol was in 1929 gereed.
De aangekondigde spoorlijn door de Pyreneeën was aanleiding om tussen 1925 en 1929 een nieuw stationsgebouw in Ripoll te bouwen. Het nieuwe gebouw bleef echter ongebruikt nadat het normaalspoor, in afwijking van eerdere plannen, niet tot Ripoll werd doorgetrokken maar vanuit Frankrijk gezien niet verder kwam dan Puigcerdà.
In 1928 werd de lijn geëlektrificeerd met een spanning van 1,5 kV. Norte verzorgde de treindienst tussen Barcelona en Ripoll met locomotieven van de reeks 7000. Hoewel ook dit elektrische locomotieven waren mochten ze niet rijden over de Via del Transpirenaico. Het deel tussen Ripoll en de Franse grens kwam voor rekening van de reeks 1000. De locomotiefwissel nam ongeveer 15 minuten in beslag en werd door reizigers benut om de benen te strekken. Voor het onderhoud van de reeks 1000 werd naast het station een lijnwerkplaats gebouwd, uitgerust met 60 meter spoor met putten.

### Burgeroorlog en nationalisatie
Het uitbreken van de Burgeroorlog in 1936 bracht het station in de Republikeinse zone. Geconfronteerd met de nieuwe situatie legde de Republikeinse regering, die de grote spoorwegmaatschappijen al bij decreet van 3 augustus 1936 in beslag had genomen, het beheer in handen van arbeiders en spoorwegcomités. Dit werd in 1939 teruggedraaid toen de aanhangers van Franco de macht in Catalonië hadden overgenomen. Het ongebruikte “nieuwe station” werd tijdens de burgeroorlog gebruikt als opvang voor vluchtelingen uit de gebieden die door Franco werden beheerst.
In 1941, na de nationalisatie van de Iberische spoorlijn, kwamen de faciliteiten in handen van de nieuw opgerichte RENFE. In 1952 werden Spanje en Portugal het eens over de Iberische spoorwijdte van 1668 mm die vervolgens werd doorgevoerd op het hoofdnet. In 1965 werd de bovenleidingspanning verdubbeld tot 3000 V gelijkstroom.
De spoorlijn tussen Ripoll en Sant Joan de les Abadesses werd op 1 juli 1980 gesloten en het station verloor zijn verbinding met het zuidoostelijke deel van El Ripollés. Hoewel er een alternatieve busdienst in stand werd gehouden, werd deze uiteindelijk op 1 januari 1985 stopgezet. Het buiten gebruik gestelde deel werd omgebouwd tot een fietsroute, genaamd de IJzer- en Kolenroute.
In 1984 werd het station met sluiting bedreigd als onderdeel van een plan om massaal zeer onrendabele lijnen te sluiten, wat werd afgewend door publieke druk en het internationale karakter van de lijn.
Sinds 31 december 2004 exploiteert Renfe Operadora de lijn, terwijl Adif eigenaar is van de spoorwegfaciliteiten.

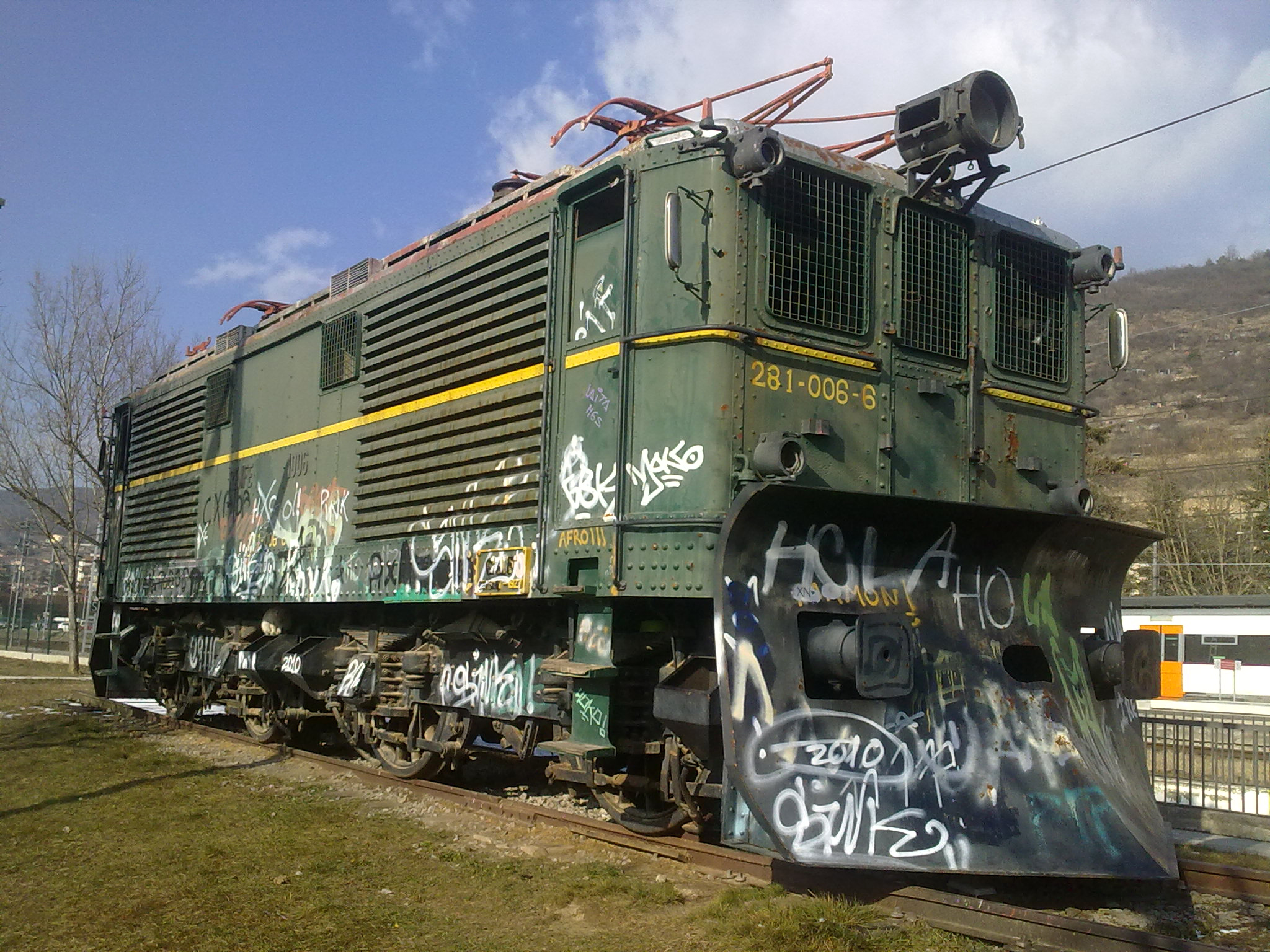
Reeks 1000 in Ripoll
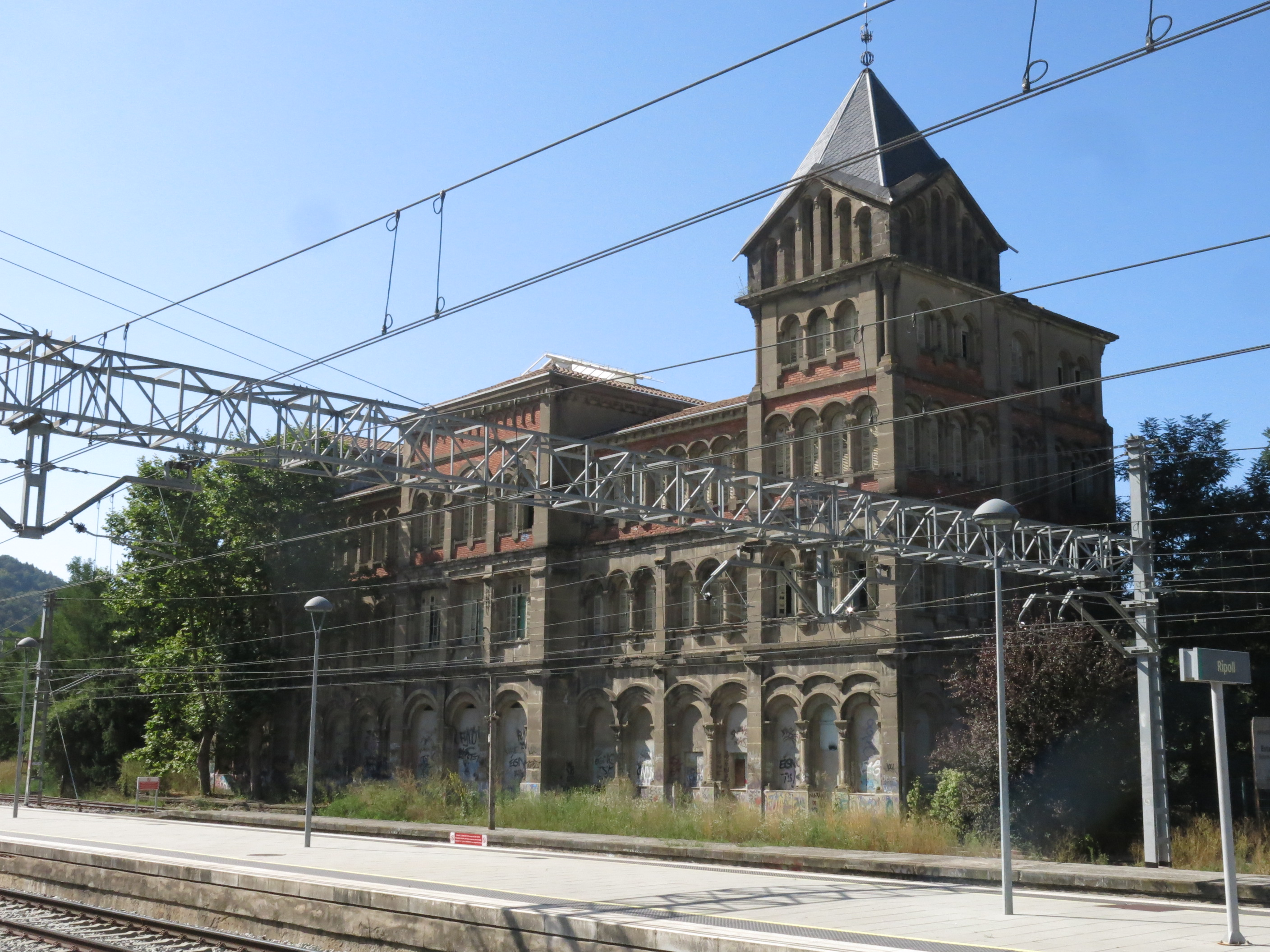
Het “nieuwe station” uit 1929 naast het emplacement

## Ligging en inrichting
Het station bevindt zich in het centrum van de stad, op de linkeroever van de rivier de Ter. Het functionele stationsgebouw met twee bouwlagen staat aan de oostkant van het emplacement en is perfect bewaard gebleven. De gevels hebben drie secties en negen traveeën waarbij het centrale gedeelte op de begane grond dienstdoet als stationshal. Een deel van het gebouw wordt ook gebruikt door het kadaster van Ripoll. Aan de spoorzijde van het gebouw is een luifel die de gehele lengte van het zijperron beslaat. Daarnaast is er een eilandperron en aan de westkant liggen nog twee sporen langs een verwaarloosd eilandperron dat niet meer wordt gebruikt. Aan de noordkant van het stationsgebouw staat nog een vervallen locomotievenloods met draaischrijf. Het zogeheten “nieuwe station” staat aan de oostkant van het emplacement en wordt gerestaureerd. De moderne lijnwerkplaats ligt aan het zuideinde van het emplacement en ten noorden van het “nieuwe station” staat een exemplaar, hoewel beschadigd door vandalisme, van de legendarische locomotief uit de Renfe reeks 281, voorheen reeks 1000, speciaal gebouwd voor deze treinlijn, als monument.
Het station beschikt over een fietsenstalling, een bureau voor gevonden voorwerpen, openbare toiletten, een taxistandplaats, kaartautomaten en een parkeerplaats met plaatsen gereserveerd voor invaliden. Op het station staat een sneeuwschuiver staat paraat voor het geval dat. Het busstation grenst aan het treinstation en dient als overstapstation tussen trein en bus.

## Reizigersdienst
Het station wordt bediend door lijn R3 van Rodalies de Catalunya, geëxploiteerd door Renfe Operadora met treinstellen van de reeks 447. Sommige treinen vanuit Hospitalet de Llobregat eindigen hier en beginnen vervolgens hun reis richting Hospitalet. In 2016 telde het station 76.000 passagiers.